# 에이프릴즈
에이프릴즈(일본어: エイプリルズ 에이프리르즈[*], THE APRILS)는 이마이 겐타로를 중심으로 쯔쿠바 대학에서 결성해 현재 도쿄에서 활동하는 혼성 트윈 보컬 인디 밴드이다. 1980년대 만국 박람회 및 SF등 레트로퓨적 적 가치관을 테마로 전자 음악과 기타 팝을 융합한 그리움과 새로움을 느끼게 해주는 소리가 특징이다. 네오 시부야계/퓨처 팝씬을 중심으로 하는 이 밴드의 라이브 액트는 능숙하다고 정평이 나있다.

## 멤버

### 현 멤버
- 이마이 겐타로 (보컬, 기타, 트랙메카)
- 이구치 미호 (보컬, 베이스, 신시사이저)
- 쇼토쿠지 유키 (드럼)
- 나카마 노리히사 (영상)

### 서포터
- 와키야 다켄 (기타, Plus-tech Squeeze Box 멤버)
- 하세 야스히로 (피아노, 유메토코스메 (솔란쥬 에 델피누에서 개명)의 멤버)

### 과거 멤버ー
- 나카무라 다쓰야 (기타, 코러스)
- 쓰미즈 게이스케 (베이스)